# 北京加拿大国际学校
北京加拿大国际学校（英語：Canadian International School of Beijing，简称CISB）于2005年秋天成立。学校作为由中加两国国家级别的项目，由中国外交部、加拿大新宾士域省教育局合作兴办。
学生来自50多个国家。
学校在加拿大新宾士域省教育局严格指导下运营。学校的创建机构在中国成功地创建过另外三所学校，包括深圳南山国际学校和两所向中国学生传授加拿大课程的学校，它们分别在北京和深圳。

## 课程
北京加拿大国际学校为18个月至6岁孩子提供蒙特梭利幼儿园教育，并提供在加拿大新宾士域省教育局同意下的国际认同的加拿大课程。
在低年级阶段，学校课程强调培养学生的基本技能、知识和学习态度，以利于他们今后获得成功。随着学生进入初中阶段，课业领域将扩大到特殊课程，并引入新的兴趣。高中阶段，学生们将致力于为满足大学入学的要求而努力。
另外，北京加拿大国际学校是一所IB学校，并且在高中阶段提供IB证书课程（IBDP）。

## 认证
为证明学生各项成就所颁发的所有证书和文凭，都是由加拿大新宾士域省教育局认可的。学校附属于联合国教科文组织和中国蒙古国际学校联合会。

## 运动与课外活动
作为中国蒙古国际学校联合会和美国文化学习学院的成员，学校的夏洛特山猫运动队参加多种运动比赛。夏洛特山猫运动队包括篮球、足球、垒球、排球、羽毛球、乒乓球、拉拉队、速叠杯和田径运动。